# Рубаный Мост (Черкасская область)
Ру́баный Мост (укр. Рубаний Міст) — село в Лысянском районе Черкасской области Украины.
Население по переписи 2001 года составляло 484 человека. Занимает площадь 285 га км². Почтовый индекс — 19343. Телефонный код — 4749.

## Местный совет
19343, Черкасская обл., Лысянский р-н, с. Рубаный Мост